# Patrick Chaslerie
Patrick Chaslerie, né le 26 avril 1957 à Baugé (Maine-et-Loire), est un footballeur français.
Il évolue au poste de gardien de but.

## Carrière
Repéré au club de Baugé, Patrick Chaslerie effectue sa formation au SCO Angers. En 1976, il est prêté à l'Angoulême CFC, en Division 2. Il joue son premier match avec Angers en Division 1 pendant la saison 1979-1980 et devient progressivement titulaire la saison suivante. En 1981 le club est relégué et Chaslerie reste effectuer deux saisons pleines en Division 2.
Arrivé en fin de contrat, il signe au Brest Armorique, en Division 1. Arrivé comme suppléant de Daniel Bernard, de huit ans son aîné, il devient titulaire en cours de saison et réalise trois saisons pleines entre 1984 et 1987, alors que le club atteint ses sommets (9e en 1985 et 8e en 1987). Après la descente du club en D2 en 1988, il signe au CS Louhans-Cuiseaux (D2), puis est prêté en cours de saison à l'En avant de Guingamp. En 1990 il signe à l'AS Cherbourg, ou il joue deux dernières saisons en D3 avant de prendre sa retraite de footballeur.
Il s'installe par la suite dans le Finistère où il travaille comme taxi.

## Statistiques
| Saison         | Club                     | Division   | Matches | Buts |
| -------------- | ------------------------ | ---------- | ------- | ---- |
| 1974-1975      | SCO Angers B             | Division 3 | -       | -    |
| 1975-1976      | SCO Angers B             | Division 3 | -       | -    |
| 1976-1977      | Angoulême CFC (prêt)     | Division 2 | -       | -    |
| 1977-1978      | SCO Angers B             | Division 3 | -       | -    |
| 1978-1979      | SCO Angers B             | Division 3 | -       | -    |
| 1979-1980      | SCO Angers               | Division 1 | 1       | 0    |
| 1980-1981      | SCO Angers               | Division 1 | 23      | 0    |
| 1981-1982      | SCO Angers               | Division 2 | 34      | 0    |
| 1982-1983      | SCO Angers               | Division 2 | 33      | 0    |
| 1983-1984      | FC Brest Armorique       | Division 1 | 16      | 0    |
| 1984-1985      | FC Brest Armorique       | Division 1 | 38      | 0    |
| 1985-1986      | FC Brest Armorique       | Division 1 | 36      | 0    |
| 1986-1987      | FC Brest Armorique       | Division 1 | 38      | 0    |
| 1987-1988      | FC Brest Armorique       | Division 1 | 21      | 0    |
| 1988-1989      | CS Louhans-Cuiseaux      | Division 2 | 19      | 0    |
| jan.-juin 1989 | En Avant Guingamp (prêt) | Division 2 | 5       | 0    |
| 1989-1990      | CS Louhans-Cuiseaux      | Division 2 | -       | -    |
| 1990-1991      | AS Cherbourg             | Division 3 | -       | -    |
| 1991-1992      | AS Cherbourg             | Division 3 | -       | -    |